# مسابقه آواز یوروویژن ۱۹۸۱
مسابقه آواز یوروویژن ۱۹۸۱ ۲۶مین دوره از مسابقات آواز یوروویژن بود که در RDS Simmonscourt Pavilion، دوبلین، ایرلند برگزار شد. برنده آن کشور بریتانیا بود.